# Rasa de Cal Pastor
La Rasa de Cal Pastor és un torrent afluent per l'esquerra de la Riera de Matamargó, al Solsonès.

## Municipis per on passa
Des del seu naixement, la Rasa de Cal Pastor passa successivament pels següents termes municipals.
|                                        | Longitud (en m.) | % del recorregut |
| -------------------------------------- | ---------------- | ---------------- |
| Per l'interior del municipi de Cardona | 425              | 11,35%           |
| Per l'interior del municipi de Pinós   | 3.318            | 88,65%           |

## Xarxa hidrogràfica
La xarxa hidrogràfica de la Rasa de Cal Pastor està constituïda per 15 cursos fluvials que sumen una longitud total de 10.167 m.

### Distribució municipal
El conjunt de la xarxa hidrogràfica transcorre pels següents termes municipals: